# Amiloplasto

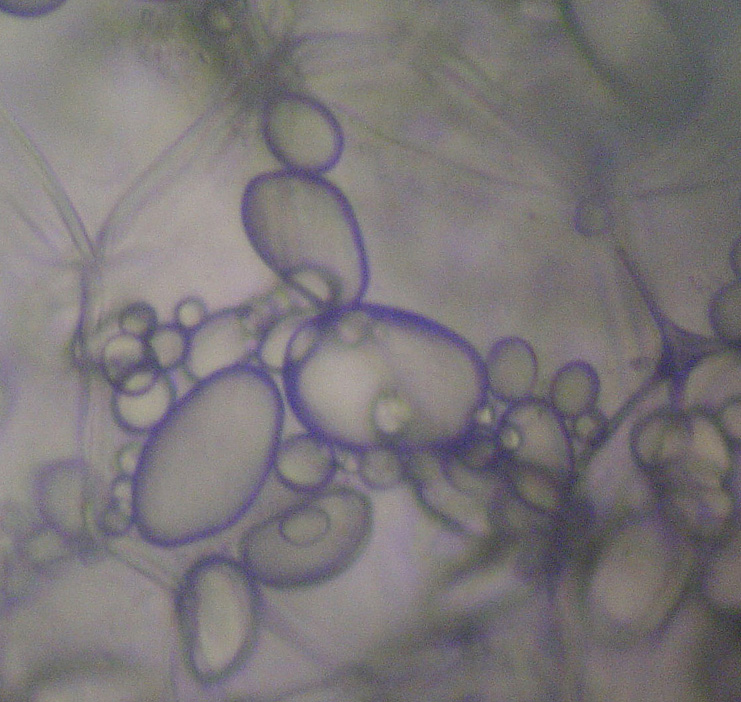
Amiloplasti

Gli amiloplasti sono un tipo di leucoplasto con funzione di riserva, contenenti al loro interno granuli di amido sia singoli che multipli. Questi organelli si trovano nei tessuti vegetali adibiti alla messa in riserva del glucosio. 
Oltre alla messa in riserva, questo organello è deputato alla sintesi e alla degradazione dell'amido attraverso specifici enzimi situati a livello della membrana esterna (envelope).
Un'ultima importante funzione è quella di percepire la gravità; infatti quando un seme germoglia è in grado di capire grazie agli amiloplasti dove si trova l'alto e il basso ed è così capace di ordinare le radici verso il terreno e la parte aerea verso l'alto.
Gli amiloplasti sono molto sviluppati nel tubero della patata.
Inoltre gli amiloplasti sembrano essere il risultato di processi degenerativi della cellula, infatti il loro numero aumenta con l'invecchiamento di quest'ultima.

## Forme dei granuli
I granuli d'amido degli amiloplasti presentano forme differenti a seconda delle diverse specie vegetali: Sferoidali; Ovoidali; A conchiglia; A bastoncino; Singoli o Complessi.
Alcuni presentano una successione di stratificazioni rispetto al centro di formazione detto "ilo".